# ダブル定額
ダブル定額（ダブルていがく）は、KDDIおよび沖縄セルラー電話の各auブランドで提供する、キャップ制による携帯電話・データ用通信端末のパケット定額制サービスである。

## 概要
auのCDMA 1X WIN端末への割引サービスのひとつで、パケット定額制を実現するサービスであり、2004年8月1日より開始した。
auのWIN端末は高速・大容量通信が可能であることから、2003年11月28日のサービス開始当初から、「EZフラット」と称して、WIN端末でEZwebやEメールを利用する場合について、月額4,410円(税込)で通信量の制限なくつかえる料金設定が存在した。
しかし、NTTドコモが FOMAサービスについてパケット定額制を実施することが決まったため、対抗として料金を3段階に分け、通信量にかかわらない一律一定額ではなく、料金と通信料について最低値と最高値を設定し、その間を従量制とする3段階の課金体系として「ダブル定額」サービスを開始した。
2004年7月31日時点で「EZフラット」に加入していたユーザーには、自動的にダブル定額が適用されるようになった。ダブル定額における最高値は従来の「EZフラット」の定額料金とおなじ月額4,410円（税込）、最低値はその約半分である月額2,100円（税込）であり、従来のサービスの利用者がサービス移行によって損を感じないように設定されている。
2005年5月1日より、以前よりあった「パケット割WIN」を改定し「ダブル定額ライト」がスタート。最低値は月額1,050円（税込）、最高値は「ダブル定額」と同じ月額4,410円（税込）で、さらなるライトユーザーの取り込みを狙っている。なお、W21CA搭載のフルブラウザ「PCサイトビューアー」(Opera)によるアクセスは従来定額制の対象外であったが、同日より上限5,985円（税込）で定額利用が可能となった。ただし、WIN端末(カード型含む)をパソコン等に接続してのデータ通信については、定額制の対象外であったが、2008年秋冬モデルの一部機種より13,650円→10,395円（それぞれ税込）が上限となっている。
このダブル定額の開始により、auは、パケット通信の利用頻度がさほど高くないユーザも定額制サービスに取り込むことに成功したといわれている。しかし、ボーダフォン（現：SoftBank）も2005年6月より同種のパケット料金体系へ移行し、NTTドコモも2008年10月から同種のパケット料金体系へ移行することを決めた。
なお、2007年12月22日に発売されたパソコン向けデータ通信カードのW05Kは、auで唯一パソコン等への接続よるデータ通信定額に対応しているが、料金プランはWINシングル定額と呼ばれる、データ通信専用の料金プランとなる。
2009年8月1日より「ダブル定額スーパーライト」が新設された。これは、ダブル定額ライトよりも定額料を少なくしたパケット定額サービスで、ダブル定額ライトよりも低額利用のユーザーを取り込むために新設されたものと思われる。最低値は月額390円（税込）、最高値は「ダブル定額」「ダブル定額ライト」と同じ月額4,410円（税込）。
2015年8月31日をもってダブル定額スーパーライトの除いての新規受付を終了された。

## 料金

### 共通
- EZwebのサービス（ウェブブラウジング、Eメール、EZアプリの通信など）のみで通信を利用する場合の上限額は4,200円（税抜）。
- 「PCサイトビューアー」利用時および、スマートフォンが単体で通信を行う場合の上限は5,700円（税抜）。
- パソコンなどの外部機器を接続して通信を行う場合の上限は9,900円（税抜）。

### ダブル定額
- 0～40,000パケット・一律2,000円（税抜）
- 40,000～84,000パケットは　0.05円（税抜）/パケットの従量制
- 84,000パケット～は一律4,200円（税抜）。これ以降は使い放題。（EZwebのサービスのみ利用する場合）

### ダブル定額ライト
- 0～12,500パケット・一律1,000円（税抜）
- 12,500～52,500パケットは　0.08円（税抜）/パケットの従量制
- 52,500パケット～は一律4,200円（税抜）。これ以降は使い放題。（EZwebのサービスのみ利用する場合）

### ダブル定額スーパーライト
- 0～3,720パケット・一律372円(税抜)
- 3,720パケット～42,000パケットは 0.1円(税抜)/パケットの従量制
- 42,000パケット～は一律4,200円(税抜)　。これ以降は使い放題。（EZwebのサービスのみ利用する場合）

### ダブル定額とダブル定額ライトの比較

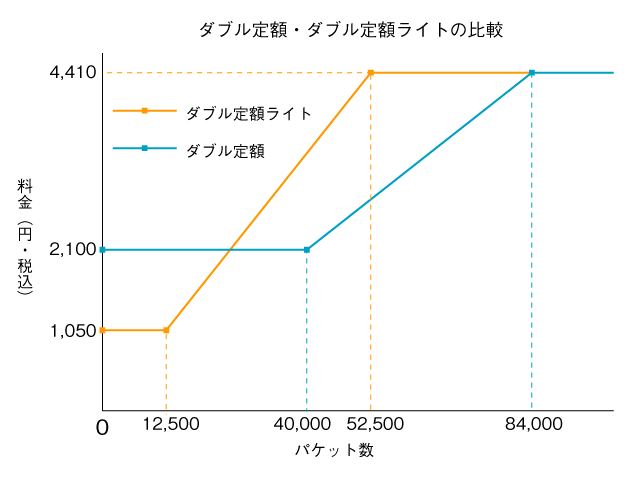
ダブル定額とダブル定額ライトの比較

パケット使用量により、ダブル定額とダブル定額ライトの料金を比較すると以下のようになる。
- 0～25,000パケットでは、ダブル定額ライトのほうが低額となる。
  - ダブル定額ライトで25,000パケット使用した場合、1,050＋12,500（超過分）×0.084＝2,100円となり、ダブル定額の基本料金と同額になる。従って、25,000パケットを下回る場合、ダブル定額ライトのほうが料金が安くなる。
    - 例えば20,000パケットの場合、1,050＋7,500（超過分）×0.084＝1,680円で、ダブル定額の基本料金を下回る。
- 25,000～84,000パケットでは、ダブル定額のほうが低額となる。
  - 例えば50,000パケットの場合、以下のようになる。
    - ダブル定額ライト：1,050＋37,500（超過分）×0.084＝4,200円
    - ダブル定額：2,100＋10,000（超過分）×0.0525＝2,625円
- 84,000パケット～では同額となる。